# Anse Frédéric-Vuillaume
Die Anse Frédéric-Vuillaume ist eine Bucht an der Küste des ostantarktischen Adelielands. Als Nebenbucht der Baie Pierre Lejay im Géologie-Archipel liegt sie auf der Höhe des Cap André Prud’homme.
Französische Wissenschaftler benannten sie 2016 nach dem Techniker Frédéric Vuillaume, der am 28. Oktober 2010 bei einem Hubschrauberabsturz nahe der Dumont-d’Urville-Station gemeinsam mit dem Piloten Lionel Gugnard und den beiden Mechanikern Anthony Mangel und Jean Arquier ums Leben gekommen war.